# Moldavia en los Juegos Olímpicos de Salt Lake City 2002
Moldavia estuvo representada en los Juegos Olímpicos de Salt Lake City 2002 por un total de 5 deportistas que compitieron en 3 deportes.  
El portador de la bandera en la ceremonia de apertura fue el esquiador de fondo Ion Bucsa. El equipo olímpico moldavo no obtuvo ninguna medalla en estos Juegos.